# Guerres coloniales portugaises
 (juillet 2008).

Drapeau du Portugal

Drapeau du FNLA (Angola).

Drapeau du MPLA (Angola).

Drapeau de l'UNITA (Angola).

Drapeau du FLEC (Cabinda).

Drapeau du PAIGC (Guinée-Bissau et Cap-Vert).

Drapeau du FRELIMO (Mozambique).

La guerre coloniale portugaise, également appelée guerre d'Outre-Mer (désignations officielles portugaises du conflit) ou encore guerre de libération (désignation utilisée côté africain), est la période de confrontations entre les Forces armées portugaises (Forças armadas portuguesas) et les forces organisées par les mouvements de libération des anciennes provinces ultramarines de l'Empire colonial portugais : l'Angola, la Guinée-Bissau et le Mozambique. Les conflits éclatent en 1961 et ne prendront fin qu'en 1974 avec la chute du régime en place au Portugal.
Le début de cet épisode de l'histoire militaire du Portugal eut lieu en Angola le 4 février 1961, dans la zone qu'on désignait alors comme Zone Insurgée du Nord (Zona sublevada do Norte, ZSN) qui correspondait aux districts du Zaïre, d'Uíge et de Quanza-Norte. La révolution des Œillets (Revolução dos Cravos) au Portugal, le 25 avril 1974, mit fin au conflit. Avec la transformation du régime politique du pays, l'engagement militaire des forces armées portugaises n'avait plus de sens. Les nouveaux dirigeants annoncèrent la démocratisation du pays et se prédisposèrent à accepter les revendications d'indépendance des colonies - dont ils négocièrent les étapes de transition avec les mouvements de libération liés à la lutte armée.
Tout au long du développement du conflit, il fut nécessaire d'augmenter progressivement la mobilisation des forces portugaises dans les trois théâtres d'opérations de façon proportionnelle à l'élargissement des fronts de combat qui, au début des années 1970, atteignit sa limite critique. Du côté portugais, la guerre se justifiait par le principe politique de défense de ce qui était considéré comme étant le territoire national, se basant idéologiquement sur le concept de nation pluricontinentale et multiraciale (nação pluricontinental e multi-racial). De l'autre côté, les mouvements de libération se justifiaient sur la base du principe inaliénable d'autodétermination et d'indépendance, dans le cadre international de soutien et d'incitation à la lutte.

## Contexte politique et social

Colonies portugaises d'Afrique en guerre entre 1961 et 1974
Portugal actuel
Colonies portugaises

Des mouvements d'opposition et de résistance à la présence des puissances coloniales ont toujours existé dans les colonies européennes d'Afrique. Cependant, tout au long du XXe siècle, le sentiment nationaliste — fortement impulsé par les deux guerres mondiales — était évident dans les empires coloniaux au point qu'il n'était pas surprenant de sa propagation chez les peuples colonisés. Sans compter que les autochtones ont participé aux deux grands conflits mondiaux au nom de la liberté de leur métropole et de ses idéaux en contradiction avec l'entreprise coloniale débutée au siècle précédent.
Par ailleurs, les deux superpuissances issues de la Seconde Guerre mondiale, les États-Unis et l'URSS, alimentaient — idéologiquement et matériellement — la formation de groupes de résistance nationalistes parallèlement à la consolidation des deux blocs et de leur zone d'influence. C'est dans ce contexte que la conférence de Bandung en 1955 va donner une voix aux colonies, qui faisaient face aux mêmes problèmes et qui cherchaient une alternative au simple alignement sur un des deux blocs dans un monde devenu bipolaire.
Les deux superpuissances rivales cherchèrent alors le soutien de ces nouveaux pays afin d'étendre leurs zones respectives d'influence. Le contexte de guerre froide donna ainsi une légitimité aux yeux de la communauté internationale aux revendications indépendantistes des pays colonisés qui allaient former le tiers monde. L'URSS avait intérêt à soutirer ces pays du joug des puissances coloniales appartenant au bloc de l'Ouest. Les États-Unis quant à eux cherchèrent aussi à favoriser l'indépendance des colonies pour étendre leur influence aux dépens des Soviétiques quitte à se brouiller temporairement avec ses alliés occidentaux.
À la fin des années 1950, l'armée portugaise était confrontée à un paradoxe politique : l'Estado Novo prônait depuis son installation en 1933 une neutralité de politique étrangère portugaise, neutralité qui atteignit son apogée pendant la Seconde Guerre mondiale, et un anticommunisme d'État qui poussait le Portugal de cette époque aux côtés des États-Unis, notamment comme membre fondateur de l'OTAN en 1949.
Cette intégration du Portugal dans l'Alliance atlantique forma une élite militaire qui s'est révélée indispensable dans la planification et la direction des opérations pendant les guerres coloniales. Cette « génération OTAN » (geração NATO) atteignit rapidement les plus hauts postes politiques et militaires, sans nécessité de prouver sa fidélité au régime en place.
La guerre coloniale démontra rapidement des incompatibilités politiques et stratégiques entre les militaires — formés et influencés dans l'OTAN par des puissances démocratiques et libérales — et le pouvoir politique englué dans l'idéologie salazariste de l'Estado Novo. On peut considérer que la tentative de coup d'État du général Botelho Moniz en mars 1961 marqua le début d'une rupture certaine dont est à l'origine une méfiance réciproque entre Lisbonne et son état-major. Craignant une confrontation directe avec les forces armées, le gouvernement s'attacha à séparer nettement les différents centres de commandement entre l'armée de terre (Exército), l'armée de l'air (Força Aérea) et la marine (Marinha). Ce manque d'un commandement suprême militaire sauva peut-être le pouvoir politique d'un renversement mais il contribua surtout à décoordiner l'action des opérations militaires et à rendre inefficaces les campagnes menés par les Portugais en Afrique.
Le régime de l'Estado Novo ne reconnut jamais l'existence même de la guerre, considérant que les mouvements indépendantistes étaient des groupes terroristes et que les territoires n'étaient pas des colonies mais des provinces ultramarines, partie intégrante du Portugal. Pendant longtemps, la grande partie de la population portugaise, trompée par la censure de la presse, vivait dans l'illusion qu'il n'y avait pas de guerre en Afrique, seulement quelques opérations de pacification et de lutte contre des attaques de terroristes et de puissances étrangères.

## Anticipation du conflit

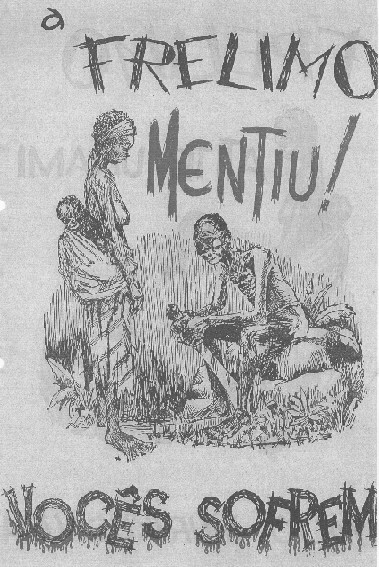
Affiche lancée d'avion par les Portugais : « Le FRELIMO a menti ! Vous souffrez ». (« A FRELIMO mentiu ! Vocês sofrem. »)

L'instruction des cadres et des troupes portugaises, grâce à l'harmonisation structurelle de l'OTAN, élabora la publication d'une collection de manuels intitulés L'Armée dans la guerre subversive (O Exército na guerra subversiva) qui servirent de support pour l'organisation des troupes pendant la guerre. Ils introduisaient aussi la nécessité de la guerre psychologique qui se révéla être un front de combat solide pour les Portugais. La « conquête des populations » (conquista das populações) fut appliquée à des niveaux tactiques et stratégiques et se révéla un succès malgré quelques difficultés au début et à la fin de la guerre.
La spécialisation de groupes armées se révéla elle aussi fondamentale comme les commandos, unique corps organisé spécialement pour cette guerre — démantelés peu de temps après sa fin — et l'adaptation des fusiliers (fuzileiros) et des parachutistes (pára-quedistas). Quant aux unités recrutées sur le propre territoire des opérations, les « troupes spéciales africaines » (tropas especiais africanas), les « groupes spéciaux » (grupos especiais) et les Flechas, elles furent adaptées aux techniques de combat spécifiques de ce type de guérilla et de terrain. Toutefois, le peu d'instruction des effectifs conduisit à une dégradation croissante de leur efficacité avec en plus la fatigue et le manque de cadres permanents.
Avec l'embargo international sur la vente d'armes au Portugal, l'armée portugaise s'est vue à partir des années 1970 dépassée technologiquement par les mouvements de libération soutenus selon leur positionnement politique par l'Union soviétique ou les États-Unis. Ce déficit fut provisoirement surmonté par la suprématie aérienne des Portugais jusqu'à l'introduction de missiles anti-aériens du côté des rebelles.

## Les zones de combat
- L'Angola est un pays localisé au sud-ouest du continent africain, il a approximativement la forme d'un carré de 1 300 kilomètres de côté. La superficie totale est de 1 246 700 kilomètres carrés y compris l'enclave de Cabinda. À partir d'une étroite bande côtière dont la largeur varie entre 19,5 et 184 kilomètres, les deux tiers du pays sont couverts de plateaux dont l'altitude est comprise entre 450 et 600 mètres. Le plateau de Bié forme un quadrilatère à l'est de Benguela d'altitude moyenne de 1 500 mètres avec des extrêmes à 2 200 mètres. Ce plateau couvre environ 10 % de la superficie du pays. Le Malanje dans le nord du pays est moins vaste et moins élevé tandis que le Huíla est plus petit mais d'une altitude moyenne plus grande. Le point culminant du pays est le Morro de Môco, qui atteint 2 620 mètres. Son climat est essentiellement tropical avec une saison des pluies de novembre à avril, semi-aride au sud et le long de la côte.
- Le Mozambique possède 2 000 km de littoral sur l'océan Indien. Il mesure 801 590 km2. Son climat est tropical à subtropical. Son relief est fait de plaines côtières, altitude plus élevée au centre, hauts plateaux au nord-ouest, montagneux à l’ouest.

## Conflit armé

### Angola

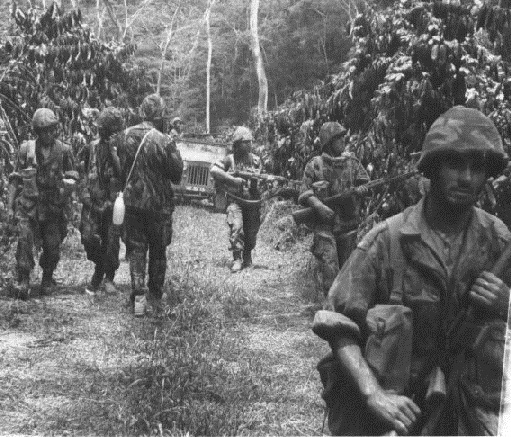
Soldats portugais dans la jungle d'Angola.

En Angola, le soulèvement de la ZSN fut effectuée par l'Union des Populations d'Angola (União das Populações de Angola, UPA) — qui se désigna ensuite comme le Front national de libération de l'Angola (Frente Nacional de Libertação de Angola, FNLA) à partir de 1962. Le 4 février 1961, le Mouvement populaire de libération de l'Angola (Movimento Popular de Libertação de Angola, MPLA) revendiqua l'attaque de la prison de Luanda, où sept policiers trouvèrent la mort. Le 15 mars 1961, l'UPA fut à l'origine d'un massacre de populations blanches et de travailleurs noirs originaires d'autres régions de l'Angola. Cette région fut réoccupée à l'aide d'opérations militaires de grande ampleur qui, cependant, ne réussirent pas à empêcher la diffusion des actions de guérilla dans les autres régions de la colonie comme à Cabinda (enclave angolaise située entre le Congo et le Zaïre), dans l'Est, dans le Sud-Est et dans le Plateau Central.

## Démographie des colonies portugaises en Afrique en 1950
Dix ans avant le déclenchement des guerres coloniales portugaises, les populations des territoires concernés se répartissaient ainsi :
- l'Angola compte environ 4 millions de Noirs, moins de 80 000 Blancs et environ 30 000 assimilados ;
- Ces chiffres sont de 5,7 millions, 92 000 et 4 300 pour le Mozambique. Parmi les Blancs sont comptés 12 600 Indiens et 1 600 Asiatiques.

## Bilan des opérations

### Angola
Le 4 février 1961 les membres du MPLA attaquent la prison de Luanda afin de libérer les prisonniers politiques et massacrent 2 000 colons portugais. Les représailles de l’armée portugaise font 10 000 victimes dans la communauté noire et des centaines de milliers d’Angolais doivent fuir vers le Congo-Léopoldville. Cette « insurrection de Luanda » assimilée à une véritable « prise de la Bastille » déclenche la guerre d’indépendance.
Le Portugal est présent avec un contingent d'environ 60 000 hommes venus de métropole et des corps de colons volontaires. Trois groupes armés se constituent en face, le MPLA d'Agostinho Neto, le FNLA d'Holden Roberto soutenu par le Congo et les États-Unis, la Chine, Israël, la Roumanie, et l'UNITA de Jonas Savimbi expression de l’ethnie Mbundu soutenue par les États-Unis.
Le Portugal n’envisage alors pas du tout de décoloniser l'Angola mais de l'intégrer comme province. En effet ce Brésil avorté avait un rôle clé dans l'économie portugaise : fournir des devises fortes (diamant, pétrole), des matières premières bon marché pour l'industrie (coton, sucre, café, bois), la politique du président Salazar étant basée sur une substitution des importations. Il constituait également un réservoir de travailleurs forcés[réf. nécessaire].
Dès 1962, le FNLA forme un gouvernement angolais en exil à Léopoldville et l’ONU condamne les massacres portugais et reconnaît le droit du peuple angolais à l’indépendance.
Le Portugal impose alors un service militaire et envoie des centaines de milliers de soldats pour tenir l'Angola ; 3 300 soldats portugais mourront en 14 ans de guerre. En janvier 1975, les nouvelles autorités portugaises se réunissent avec les représentants des trois mouvements indépendantistes pour établir les paramètres du partage du pouvoir dans l'ex-colonie entre ces mouvements et l'indépendance de l'Angola.

### Mozambique
Le 25 juin 1962, au Tanganyika, se fondait le Front de libération du Mozambique (FRELIMO), un mouvement qui prônait le rejet global du système colonial-capitaliste dans un contexte de lutte des classes et de lutte révolutionnaire. Sa base fut rurale. Il engagea ses premières actions de guérilla à partir de septembre 1964 en dépit des dissensions internes qui affaiblissaient le mouvement. Le COREMO, soutenu par le président zambien Kenneth Kaunda mais aussi allié à l'UNITA angolais et au Congrès panafricain d'Azanie, n'arriva pas à s'imposer face au FRELIMO dans le domaine de la lutte armée contre l'administration portugaise.
En dépit de l'assassinat en 1969 de son chef historique Eduardo Mondlane, le FRELIMO devint le seul mouvement nationaliste de guérilla à pouvoir lutter contre le pouvoir colonial.
Le FRELIMO est finalement reconnu internationalement comme mouvement de libération nationale. Sa direction tricéphale était alors composée d'un marxiste, d'un intellectuel et d'un modéré.
En 1972, un « mouvement national de résistance » était créé de toutes pièces par les services secrets de Rhodésie avec pour mission de s'attaquer aux bases arrière des mouvements nationalistes de Rhodésie. En avril 1974, le FRELIMO contrôlait le nord du pays et la région de Tete, soit un tiers du territoire, devint l'interlocuteur privilégié des Portugais. Son armement était d'origine soviétique.

### Guinée Bissau et Cap-Vert

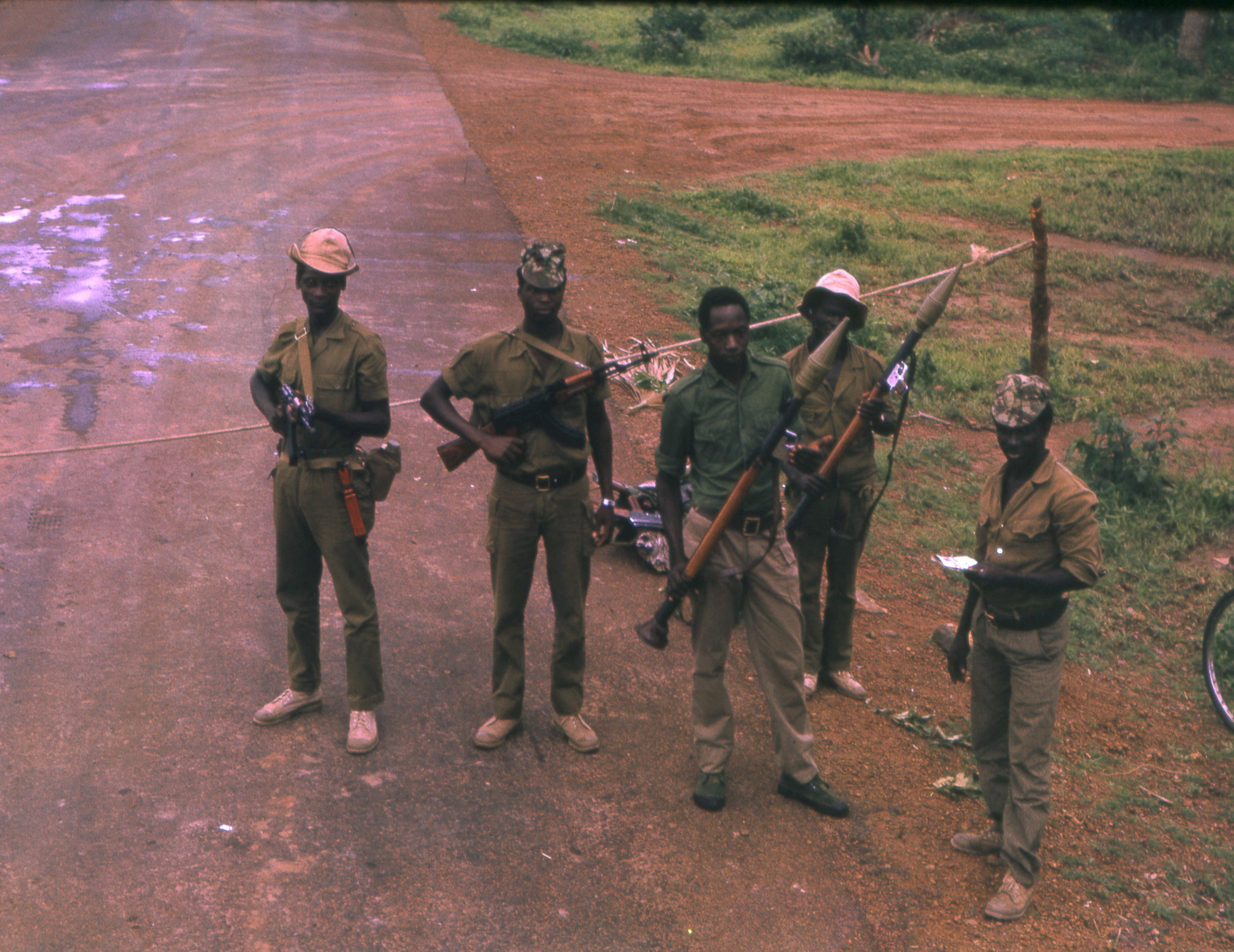
Combattants du PAIGC tenant un checkpoint en 1974.

Ce conflit opposa de 1963 à 1974 près de 7 000 Guinéens à 42 000 militaires portugais (10 000 au départ plus quelques F-86 Sabre). Les guérilleros du Parti africain pour l'indépendance de la Guinée et du Cap-Vert (PAIGC) furent les plus efficaces. Dès 1968, les combattants du PAIGC contrôlaient plus de 80 % de la colonie. Les Portugais reprenant l'ascendant jusqu'en 1972. Les indépendantistes armés par l'URSS par l'intermédiaire de Cuba (PPSh-41, AK-47, SKS et Degtyarev RPD) reçurent ensuite des RPG-2/-7 et des [Quoi ?]. Ce 3e conflit, concernant la province ultramarine portugaise accueillant plus de 550 000 Européens (1973 : citadins et pauvre) cause la mort de 15 000 personnes, civils et combattants confondus.

## Points communs militaires entre les rebelles
En conséquence d'une idéologie proches du Bloc de l'Est ou du maoïsme, ces mouvements avaient un armement identique. En plus de leurs armes blanches et fusils de chasse détenus avant 1960, les indépendantistes armés par l'URSS (PPSh-41, AK-47, SKS et Degtyarev RPD ou des armes tchécoslovaques comme les Carabine Vz 52, SA 23 et Sa Vz 58), reçurent ensuite des RPG-2/-7. Les mouvements guinéens et mozambicains eurent la chance de recevoir des missiles sol-air (SA-7) : cela favorisa leur victoire mais moins que les pressions internationales et celle de la population portugaise. Les mouvements pro-chinois eurent droit a des copies venant de l'industrie de l’armement de pays (carabine type 56, fusil Type 56 et mitrailleuse légère Type 56). Des mortiers russes et chinois complétaient cela de même que des armes prises sur les Portugais (FN FAL, HK G3, AR-10, HK 21, MG 42, Uzi par exemple). Leurs instructeurs furent cubains ou est-allemands.

## Adaptation militaire des Portugais
Ces longues guerres obligent l'Armée portugaise a innover dans l'armement du fantassin. Les soldats portugais sont les premiers occidentaux à utiliser massivement le fusil d'assaut (les INDEP leur fournissant près de 150 000 HK G3 qu'elles fabriquent sous licence dès 1961). Les Alouette III pratiquèrent souvent l'héliportage d'assaut. Les Forces armées portugaises mobilisèrent plusieurs milliers de supplétifs et mirent sur pieds plusieurs unités de forces spéciales donnant naissance en Angola et au Mozambique aux :
- les Comandos nés en Angola et étendus ensuite à la situation en Guinée et au Mozambique ;
- les Caçadores Especiais (commandos de chasse) déjà présents sur le sol angolais depuis 1957 ;
- les Fiéis(fidèles) : composés de soldats katangais noirs, repliés pour s'être battus contre ceux de Mobutu lors de la crise congolaise ;
- les Leais ou loyalistes: des exilés noirs venant de Zambie où ils luttaient contre Kenneth Kaunda ;
- les Grupos Especiais : unités de soldats noirs ayant subi un entraînement commando présente en Angola, au Mozambique et sous les noms de Tropas Especiais dans l'enclave de Cabinda ;
- Les Flechas sont les Forces spéciales portugaises les plus efficaces. Contrôlées par la PIDE/DGS, composées par des Bushmen spécialisés dans la traque, la reconnaissance et les opérations pseudo-terroristes (Angola/Mozambique. Elles servirent de modèles à l'armée sud-rhodésienne pour la création de ses célèbres Selous Scouts.